# تامیاکی یونیا
تامیاکی یونیا (ژاپنی: 米谷民明؛ زادهٔ ۱۹۴۷) فیزیک‌دان ژاپنی است. او مستقل از جوئل شرک و جان هنری شوارز فهمید که نظریه ریسمان نیز، مانند بسیاری دیگر، نیروی گرانش را توصیف می‌کند.